# ویلیام بریج تروسبی
ویلیام بریج تروسبی (انگلیسی: William Bridges; ۱۸ فوریهٔ ۱۸۶۱ – ۱۸ مهٔ ۱۹۱۵) فرمانده نظامی اهل استرالیا بود. وی برندهٔ جوایزی همچون نشان حمام شده‌است.